# 29490 Myslbek
29490 Myslbek este un asteroid din centura principală de asteroizi.

## Descriere
29490 Myslbek este un asteroid din centura principală de asteroizi. A fost descoperit pe 19 noiembrie 1997 la Observatorul din Ondřejov de Petr Pravec. Asteroidul prezintă o orbită caracterizată de o semiaxă mare de 2,34 ua, o excentricitate de 0,07 și o înclinație de 8,0° în raport cu ecliptica.